# Centre Georges-Vézina

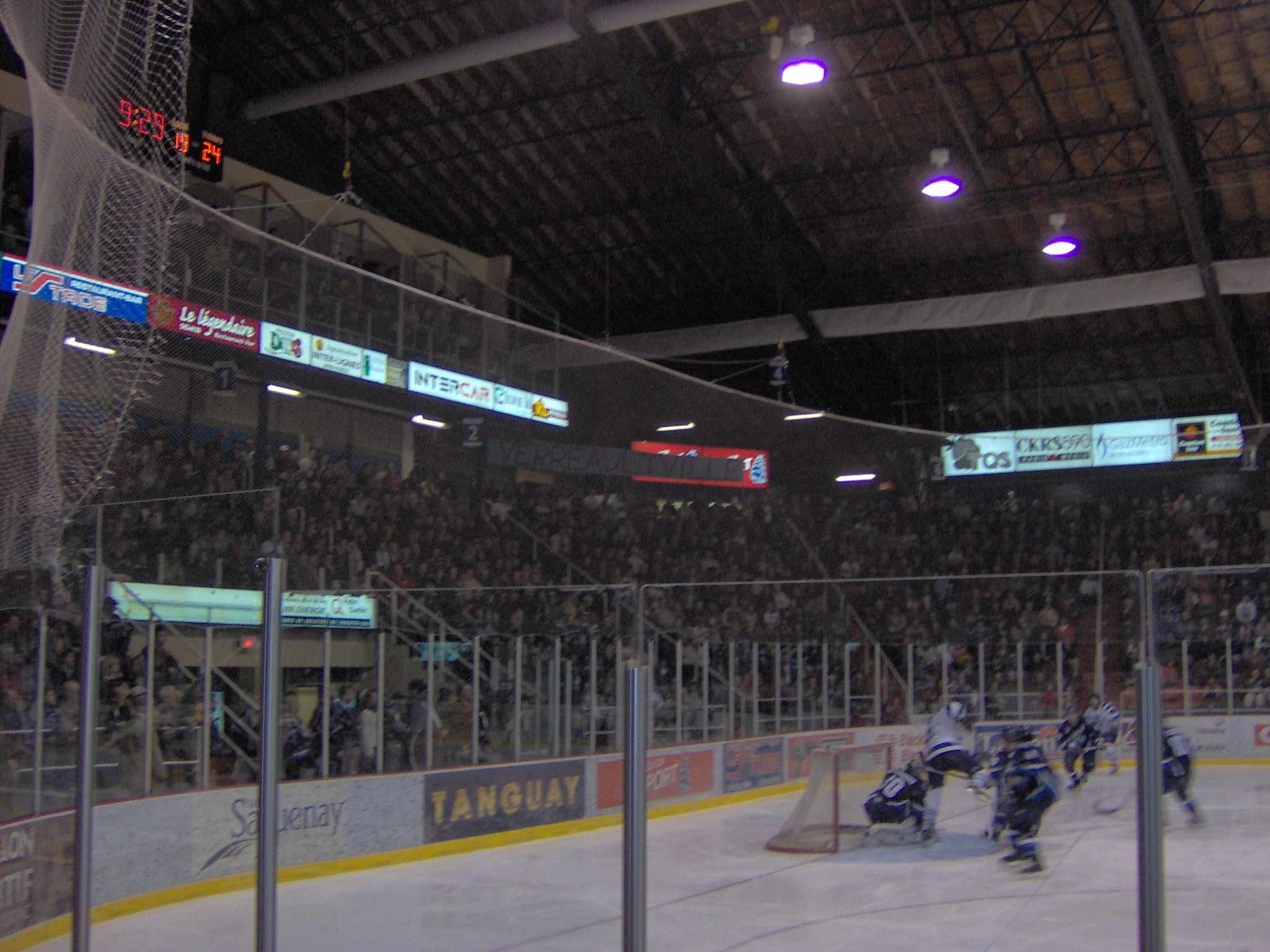
Loges et section 9 surnommée Verreaultville en hommage à un joueur des Saguenéens.

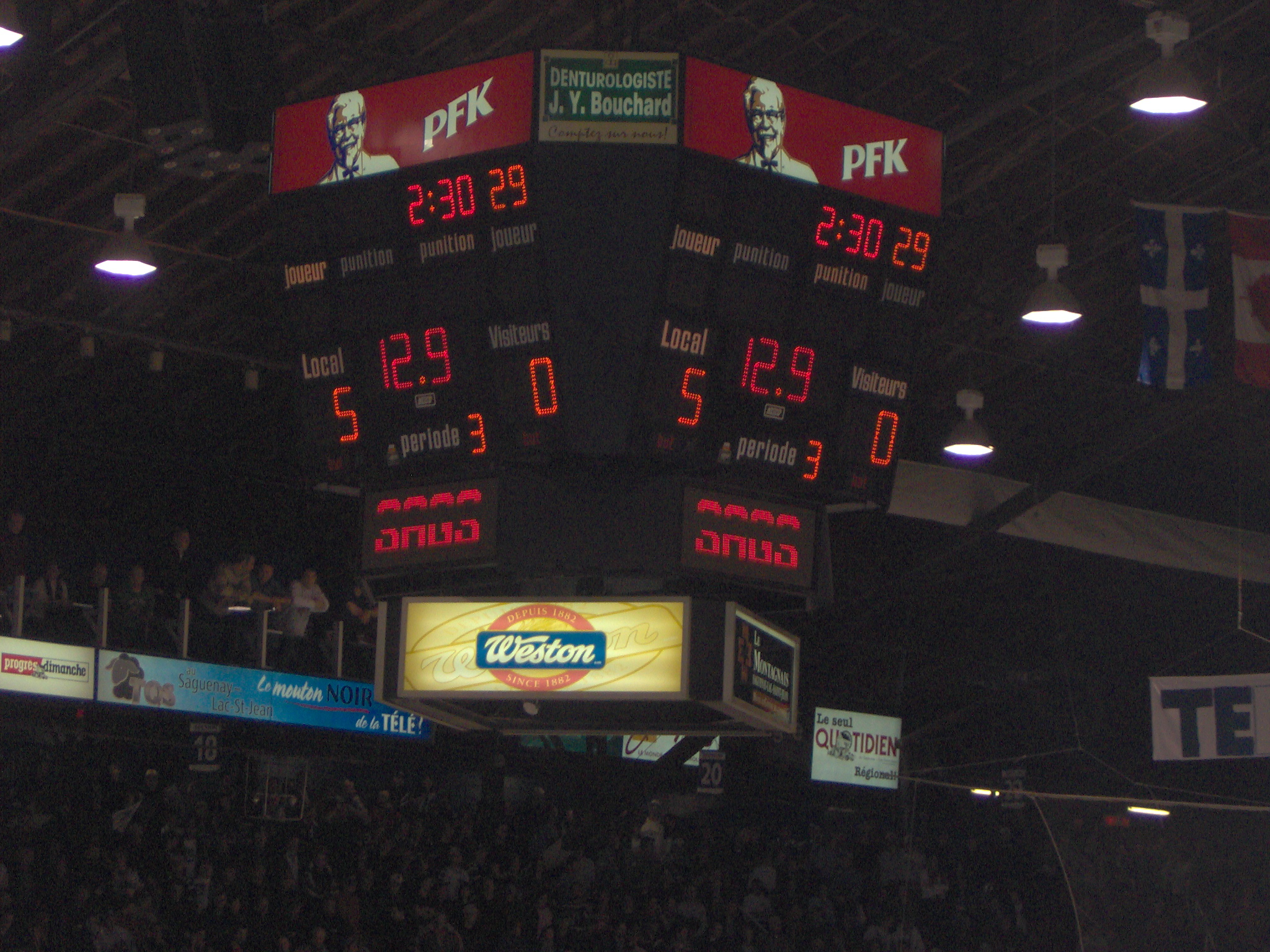
Ancien tableau indicateur de l'aréna.

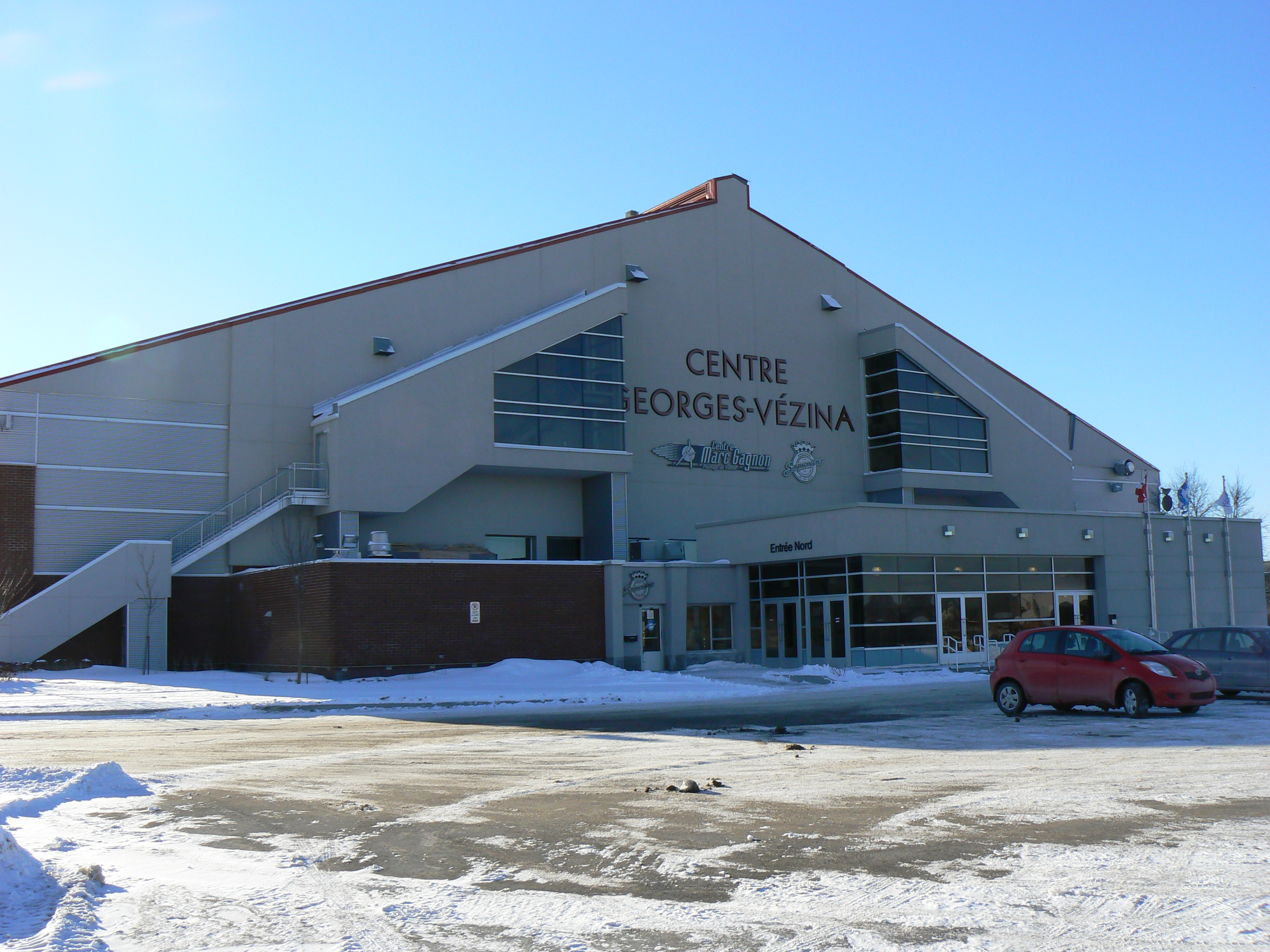
Entrée principale de l'aréna.

Le Centre Georges-Vézina est le plus gros aréna de Saguenay, Québec (Canada).  Il est situé dans l'arrondissement de Chicoutimi, au coin de la rue Bégin et du boulevard de l'Université.  Il porte le nom de l'ancien gardien de but vedette des Canadiens de Montréal, Georges Vézina, originaire de l'endroit.
Le centre Georges-Vézina est actuellement le domicile des Saguenéens de Chicoutimi, équipe de hockey de la Ligue de hockey junior Maritimes Québec, et des Comètes de Chicoutimi, club de patinage de vitesse. Inauguré en 1949, il figure avec le Centre Air Creebec de Val-d'Or parmi les plus anciens arénas de la LHJMQ, qui ont ouvert leurs portes à la même année. L'amphithéâtre a subi une importante cure de rajeunissement en 2002. Il est le seul aréna de la LHJMQ à être doté d'une patinoire aux dimensions olympiques.
En 2018, l’amphithéâtre devient désuet à la suite des problèmes sur la toiture du bâtiment. La ville de Saguenay songe à octroyer la construction d’un nouveau complexe pour remplacer cet aréna jugé trop archaïque. Les procédures du projet du futur aréna sont en cours.

## Caractéristiques de la bâtisse
- Sa capacité est de 4 749 spectateurs (3 759 places assises).
- Le bâtiment est en béton armé, la charpente du toit est en acier et le toit est en bois.
- En 2002, on a procédé à des travaux majeurs de réfection: installation de nouveaux sièges, construction de loges corporatives, patinoire   redimensionnée olympique (200 × 100 pieds), nouveau système de réfrigération, nouveaux vestiaires des joueurs, hall d'entrée refait. Un montant total de 5,6 millions de dollars a été consacré pour la réalisation de ces travaux[2].
- À l'origine, l'aréna s'appelait le Colisée de Chicoutimi.  Il est souvent surnommé Centre Georges.
- Un écran géant est installé depuis la saison 2007-2008 ce qui permet les reprises vidéos.
- Avec l'arrivée de nouveaux gestionnaires des Saguenéens de Chicoutimi (Pierre-Marc Bouchard, Laval Ménard, Alain Deschênes et Martin Lavoie) en 2012, plusieurs améliorations ont été apportées à l'amphithéâtre. Le système de son a été complètement changé, alors qu'on a remplacé le vieux tableau archaïque pour un tout nouveau tableau avec écrans géants. L'écran de 2007 a également été remplacé par un écran neuf. La façade extérieure a été complètement refaite à neuf, changeant ainsi complètement l'architecture du bâtiment. Le stationnement, jadis en terre, a été complètement asphalté lors de l'été 2014.
- D'autres projets sont en cours d'éclosion pour améliorer l'amphithéâtre, le toit sera complètement refait ainsi que les chambres des joueurs.

## Grands événements dont le Centre Georges-Vézina a été l'hôte
Liste à compléter
- Chaque année, il est l'hôte de l'Expo Agricole de Chicoutimi
- Années 1950 : Nombreux galas de lutte
- janvier 2008 : spectacle Saltimbaco du Cirque du Soleil[3]
- 23 mai 2008 : Monster Spectacular 2008[4]
- 2009 : Candidat pour être l'hôte de la Coupe Memorial
- 2009 : Spectacle Alegria du Cirque du Soleil
- 2011 : Spectacle Quidam du Cirque du Soleil

sportifs
- 9 décembre 1973: Match hors concours international de hockey opposant les Saguenéens de Chicoutimi (LHJMQ) au Sélect de Moscou. Les Soviétiques l'emportent 13-4.
- 1977 : Match hors concours de basketball des Harlem Globetrotters contre USC.
- 1988 : Labatt Brier de Curling masculin, du 6 au 13 mars.
- 1988 : Tournoi de la Coupe Memorial, du 7 au 14 mai.
- 2002 : Coupe du monde de patinage de vitesse courte piste ISU première édition.
- 2004 : Coupe du monde de patinage de vitesse courte piste ISU deuxième édition.
- 1er au 3 décembre 2006 : Coupe du monde de patinage de vitesse courte piste ISU troisième édition.
- 2007 : Championnats Canadien de patinage synchronisé du 22 février au 25 février.
- 19 novembre 2007 : Défi ADT Canada-Russie (hockey)
- 28 au 30 octobre 2011 : Coupe du monde ISU de patinage de vitesse courte piste[5]

spectacles de musique
- 27 août 2017 : Styx [6]
- 9 juin 2012 : Star Académie
- 18 avril 2012 : Bryan Adams
- 28 février 2012 : Simple Plan (première partie: Marianas Trench)
- 23 et 24 juin 2009 : Star Académie
- 5 novembre 2008 : Backstreet Boys
- 25 août 2008 : Simple Plan
- 8 juin 2007 : Dennis DeYoung[7]
- 8 juillet 2006 : Samantha Fox[7]
- 12 décembre 2005 : Simple Plan[8] (première partie: Hedley & The Planet Smashers)
- 24 septembre 2004 : Australian Pink Floyd[9]
- 14 février 2004 : MixMania[7]
- 13 février 2004 : Chubby Checker
- 9 décembre 2002 : Bryan Adams[10]
- 10 novembre 2001 : Styx[11]
- 23 et 24 mars 1997 : Backstreet Boys[12]
- 31 décembre 1996 : Backstreet Boys[12]
- 11 avril 1989 : Metallica[13] (première partie: Queensryche)
- 4 décembre 1986 : Metallica[14] (première partie: Sword & Metal Church)
- 4 décembre 1985 : Platinum Blonde (première partie: The Box)
- 5 octobre 1985: Larry Gowan
- 21 février 1984 : Saga (première partie: Aldo Nova)
- 18 octobre 1983 (événement annulé) ; Black Sabbath[15]
- 7 septembre 1983 : Iron Maiden[16] (première partie: Coney Hatch)
- 27 novembre 1982: April Wine
- 13 mai 1977 : Harmonium
- 31 mai 1975 : Harmonium
- 2 avril 1975 : Babe Ruth (première partie: Le Match)
- 24 juin 1966 : Gilles Vigneault
- 24 avril 1966 : Joselito
- 3 avril 1966 : Johnny Hallyday (première partie: Jenny Rock)
- 9 octobre 1965 : Don Kosaken Chor
- 28 juin 1954 : Spike Jones and His City Slickers
- Kenny Rogers
- Offenbach
- Corey Hart
- Diane Dufresne
- Corbeau

## Bannières affichées dans l'aréna
Coupe du Président
- 1993-94
- 1990-91

Les Comètes de Chicoutimi (patinage de vitesse)
- Frédéric Blackburn
- Marie-Ève Drolet
- Marc Gagnon

Les Saguenéens de Chicoutimi
- 5 Gilbert Delorme
- 14 Alain Côté
- 16 Normand Léveillé
- 18 Sylvain Locas
- 21 Guy Carbonneau
- 29 Félix Potvin
- Roland Hébert
- 20 Marc Fortier
- 16 Gervais Munger
- 35 Éric Fichaud
- 15  David Desharnais